# 神戸屋レストラン

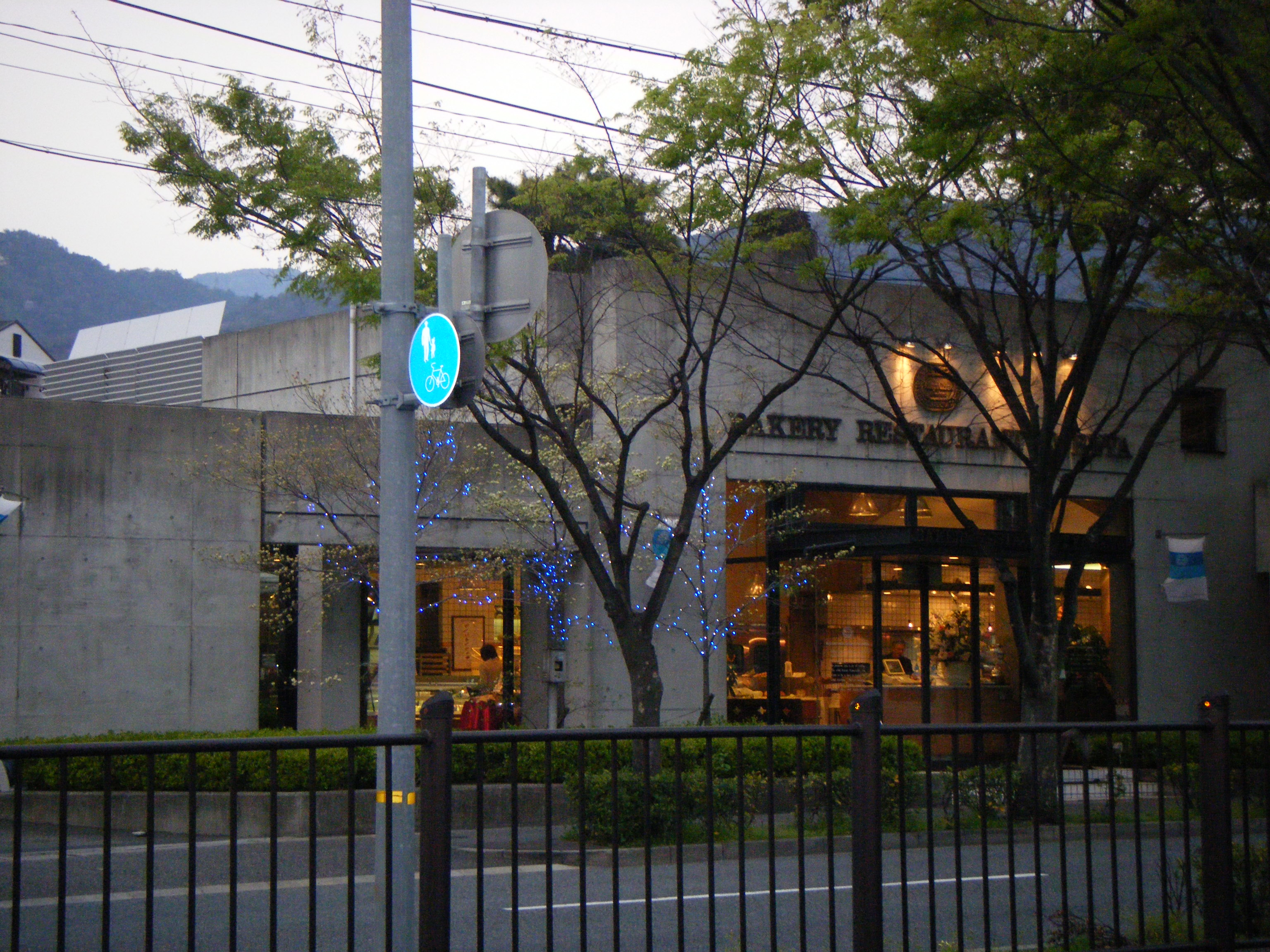
神戸屋レストラン 芦屋店（兵庫県芦屋市、閉店済み）

神戸屋レストラン（こうべやレストラン）は、パン製造の中堅メーカー神戸屋が運営しているレストラン、ベーカリーである。
本項では、2023年11月30日までの運営企業であった株式会社神戸屋レストランに関しても記述する。

## 概要
関東・関西地区に直営店39店（2008年4月現在）を展開する。
焼きたてパンを中心としたメニューを提供するレストランと、駅ビル等に入居するベーカリーがある。売上高に占める比率はレストラン53%、ベーカリー47%。
店員・ウェイトレスの制服は人気が高く、会社側でもこだわりを持って紹介している。アンナミラーズや不二家ブロンズパロットと並び、制服について語られることが多い。
株式会社神戸屋レストランは2023年12月1日付で、親会社である神戸屋へ吸収合併され解散。同日以降は神戸屋直轄による運営となった。

## 沿革
- 1975年10月 創業。
- 1978年11月 神戸屋フードサービス株式会社設立。
- 1987年1月 株式会社神戸屋フードサービス浜松店、株式会社レストラン神戸屋と合併し株式会社レストラン神戸屋に改称。
- 1987年2月 現商号に変更。
- 2023年12月 神戸屋へ吸収合併され解散。

## 主な店舗ブランド
- 神戸屋レストラン
- 神戸屋シルフィー
- 神戸屋キッチン
- 神戸屋アーバンダイニング
- スタッツォ
- 神戸屋フォーニル
- 神戸屋レザンジュ